# Oedopeza fleutiauxi
Oedopeza fleutiauxi es una especie de escarabajo longicornio del género Oedopeza, tribu Acanthocinini, subfamilia Lamiinae. Fue descrita científicamente por Villiers en 1980.

## Descripción
Mide 12-17 milímetros de longitud.

## Distribución
Se distribuye por Dominica, Guadalupe, Martinica y Santa Lucía.